# Aeginetia
Genre
Aeginetia est un genre de plantes dicotylédones parasites de la famille des Orobanchaceae.

## Liste d'espèces
Selon Catalogue of Life (19 février 2015) :
- Aeginetia flava
- Aeginetia indica
- Aeginetia mirabilis
- Aeginetia mpomii
- Aeginetia pedunculata
- Aeginetia selebica
- Aeginetia sinensis

Selon Tropicos (19 février 2015) (Attention liste brute contenant possiblement des synonymes) :
- Aeginetia abbreviata Buch.-Ham. ex Benth.
- Aeginetia acaulis (Roxb.) Walp.
- Aeginetia boninensis Nakai
- Aeginetia capitata Graham
- Aeginetia centronia Miq.
- Aeginetia indica L.
- Aeginetia japonica Siebold & Zucc.
- Aeginetia longiflora Cav.
- Aeginetia mairei H. Lév.
- Aeginetia mirabilis Bakh.
- Aeginetia mpomii Letouzey
- Aeginetia multiflora Cav.
- Aeginetia pedunculata (Roxburgh) Wallr.
- Aeginetia rodgeri Livera
- Aeginetia saccharicola Bakh.
- Aeginetia saulierei (Dunn) Livera
- Aeginetia scortechinii (Prain) Livera
- Aeginetia selebica Bakh.
- Aeginetia sessilis Shivam. & Rajanna
- Aeginetia siamensis (Craib) Livera
- Aeginetia sinensis Beck
- Aeginetia subacaulis (Gardner) Livera
- Aeginetia trimenii Livera
- Aeginetia wightii (Elmer) Livera